# Praderas canadienses

Región de las provincias de las praderas canadienses.

Las praderas canadienses son una vasta región de praderas de Canadá que se extiende a lo largo de las provincias canadienses de Alberta, Saskatchewan y Manitoba, que son consideradas las provincias de las praderas (por eso la región de las praderas también se conoce como ALSAMA, o incluso AlSaMa, por las dos letras iniciales de cada una de ellas). La región se caracteriza por tener un suelo sedimentario y por su relieve poco accidentado. Puede ser considerada parte de las Grandes Llanuras de Norteamérica. Es la zona agrícola canadiense más importante, a pesar de solo permitir una temporada de cultivos relativamente breve, debido a la duración del riguroso invierno.
Las tres provincias de las praderas tienen un área conjunta de 1 960 681 km² (19.65% de la superficie de Canadá). Su población total es de unos 5 630 000 habitantes (a mediados de 2009) equivalente al 17.25% del total nacional.

## Definiciones
El término generalmente se refiere a las praderas de un tipo de pastos, praderas y verdadera solo se producen en el sur de Alberta y Saskatchewan. A esto se contrasta otros biomas, como el bosque boreal acceso a la mayoría de las provincias de las Praderas, el álamo o el parque. 
Sin embargo "la pradera" también puede referirse a todas las planicies del interior de la región dentro de Canadá, en contraste con las Montañas Rocallosas y el Escudo Canadiense, y es una continuación de la región de las Grandes Llanuras de Estados Unidos. 
También puede hacer referencia a todas las tierras de cultivo en las provincias de Alberta, Saskatchewan y Manitoba, una definición basada en el uso humano, que incluye todas las zonas verdes álamos bioma. 
Aunque puede ser alegado por las personas en gran parte a lo largo y ancho, es también un hecho que, aunque de Manitoba tiene grandes cantidades de árboles de sus regiones del sur son más definitivamente pradera.

## Nota
1. ↑   Proyección media, basada en los últimos censos nacionales canadienses, el del 15 de mayo de 2001 (5.073.323 habitantes) y el del 16 de mayo de 2006 (5.406.908 hab.),

- Datos: Q1364746
- Multimedia: Canadian Prairies / Q1364746
- Guía turística: Praderas (Canadá)